# Syrische knoflookpad
De Syrische knoflookpad (Pelobates syriacus) is een kikker uit de familie knoflookpadden of Pelobatidae. De soort werd voor het eerst wetenschappelijk beschreven door Oskar Boettger in 1889.

## Verspreiding en habitat
Deze soort komt voor in zuidoostelijk Europa tot in Bulgarije en in zuidwestelijk Azië tot op hoogtes van 2000 meter boven het zeeniveau. De habitat bestaat uit helder, diep water met weinig planten. De pad kan buitentemperaturen van 40 graden Celsius verdragen als hij ingegraven ligt onder de grond. Deze pad is een nachtdier dat overdag in een ondiep holletje ligt. Dat graaft hij zelf met zijn spade-achtige achterpoten, waaraan een verhard stuk zit, spatulum genaamd.

## Uiterlijke kenmerken
De maximale lengte is ongeveer 10 centimeter, en doordat de Syrische knoflookpad veel groter wordt dan andere knoflookpadden, is de soort daaraan het makkelijkst te herkennen. De grovere lichaamsbouw en bredere bek geeft deze pad een wat plomp uiterlijk. De basiskleur is meestal olijf- tot matig donkergroen, met donkergroene vlekken op de rug en meestal kleine oranje vlekjes op flanken en ogen. De kleuren kunnen ook grijzig zijn, en de rugvlekken donkerder tot zwart.

## Algemeen
Zoals veel soorten uit het geslacht Pelobates komt deze soort massaal uit de winterslaap na de eerste lentebui. De kikkervisjes hebben een kort larve-stadium van hooguit twee weken. Het voedsel bestaat uit insecten en andere kleine ongewervelden, maar ook wormen en naaktslakken worden gegeten.